# Jos Buttler
Joseph Charles Buttler MBE (* 8. September 1990 in Taunton, Vereinigtes Königreich) ist ein englischer Cricketspieler, der seit 2011 für die englische Nationalmannschaft spielt.

## Kindheit und Ausbildung
Mit einer Sondergenehmigung des englischen Verbandes fand er mit 12 Jahren Aufnahme in der Akademie von Somerset. Er durchlief danach deren Jugendmannschaften und war erstmals 2006 Teil der zweiten Mannschaft.

## Aktive Karriere

### Anfänge in der Nationalmannschaft
Sein Debüt in der ersten Mannschaft von Somerset gab er im Jahr 2009 in einer First-Class-Begegnung gegen Lancashire. Ab der Saison 2010 war er regulärer Spieler im Team und war daran beteiligt, dass das Team den zweiten Platz der Liga erreichte. Auch war er in dieser und der Folgesaison am Einzug ins Finale im englischen List-A-Wettbewerb beteiligt und erreichte in beiden Saisons (2010, 2011) auch das Finale im Twenty20 Cup. Dadurch wurden die Selektoren auf ihn aufmerksam und er debütierte bei der Tour gegen Indien im August 2011 im Twenty20 in der Nationalmannschaft. Daraufhin etablierte er sich im Twenty20-Team und bestritt im Februar 2012 gegen Pakistan auch sein erstes ODI. Seine erste Weltmeisterschaft bestritt er beim ICC World Twenty20 2012, konnte dabei jedoch nicht herausstechen.
Nachdem Ashley Giles die Rolle des Coaches in den kurzen Formaten übernommen hatte, wurde der bisherige Wicket-Keeper Craig Kieswetter auf der Tour in Indien durch Buttler ersetzt. Bei der nachfolgenden Tour in Neuseeland konnte er im zweiten Twenty20 mit 54 Runs sein erstes internationales Half-Century erzielen. Die Saison 2013 sollte seine letzte in Somerset sein, da er sich dort an ders als in der Nationalmannschaft nicht gegen Kieswetter durchsetzen konnte und so nach Lancashire zog. Sein erstes Fifty im ODI-Cricket gelang ihm im zweiten Spiel der Ashes Tour 2013 gegen Australien (75 Runs). Im vierten Spiel der Serie fügte er mit 65* Runs ein weiteres hinzu. Bis zum Ende der Saison konnte Buttler dann noch ein weiteres Half-Century in Australien (71 Runs) und zwei weitere in den West Indies (99 und 57 Runs). Sei bestes Resultat beim ICC World Twenty20 2014 waren 34 Runs gegen Südafrika.

### Aufstieg zum wichtigen White-Ball-Spieler

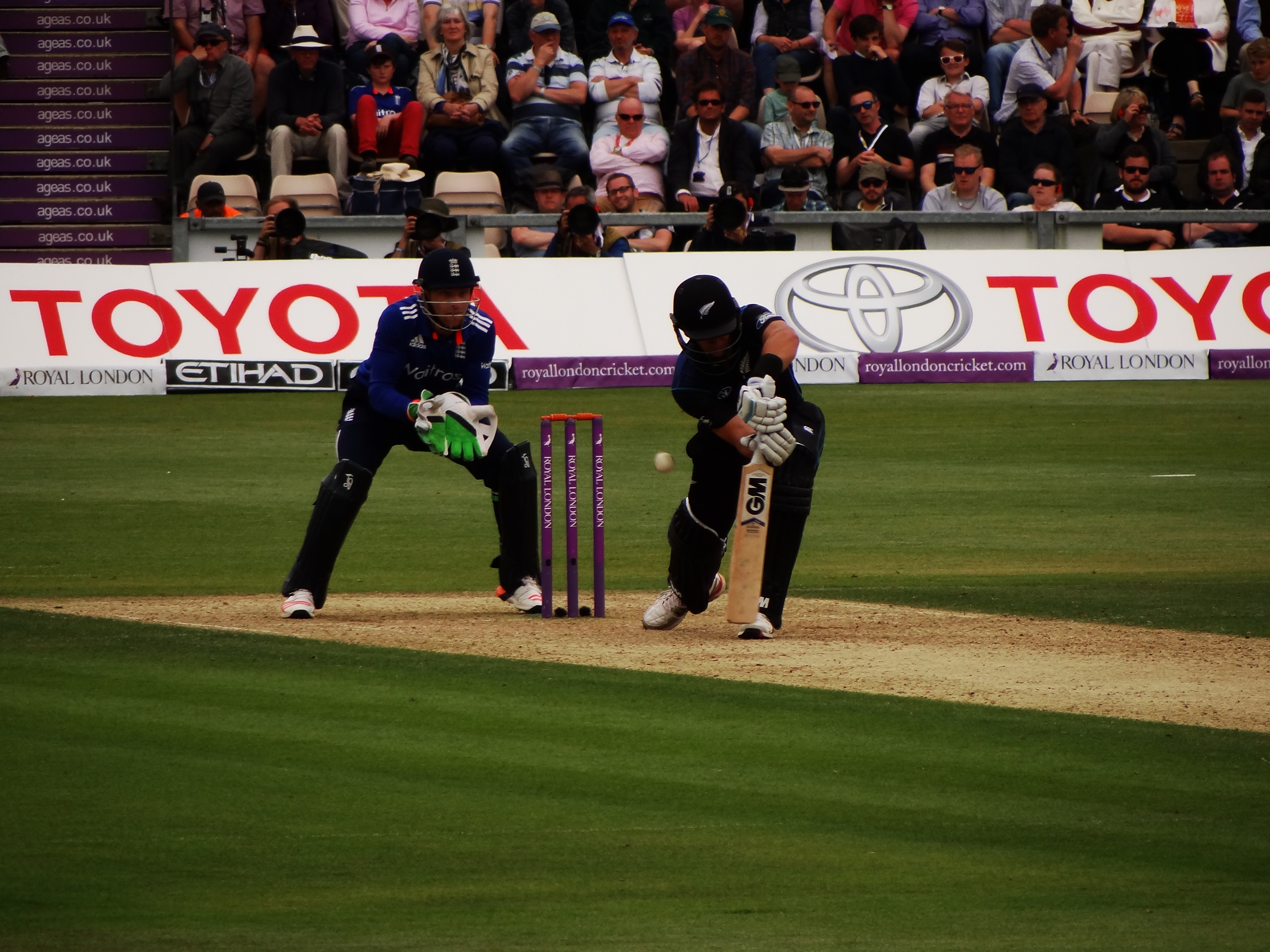
Buttler als Wicket-Keeper im Jahr 2015

Im Sommer 2014 gelang ihm gegen Sri Lanka mit 121 Runs aus 74 Bällen sein erstes Century und er wurde dafür trotz der Niederlage als Spieler des Spiels ausgezeichnet. Auch gab er, nachdem sich Matt Prior verletzte, sein Test-Debüt gegen Indien und konnte dabei in den ersten beiden Spielen jeweils ein Fifty (85 und 70 Runs) erzielen. Die Saison 2014/15 stand im Zeichen der Weltmeisterschaft. Bei Vorbereitungen erreichte er 55* Runs in Sri Lanka und 67 Runs bei einem Drei-Nationen-Turnier gegen Indien. Beim Cricket World Cup 2015 war er eine wichtige Stütze seines Teams und erzielte unter anderem bei der Niederlage gegen Bangladesch 65 Runs, jedoch schied England früh aus. Nach dem Turnier konnte er in den West Indies noch ein Test-Fifty (59 Runs) erreichen.
Dies gelang ihm auch zwei Mal zu Beginn der Saison 2015 gegen Neuseeland (67 und 73 Runs), bevor er in der ODI-Serie ein Century über 129 Runs aus 77 Bällen erzielte. Nach schlechten Leistungen am Schlag im verbliebenen Sommer während den Tests, verlor er bei der Tour gegen Pakistan die Rolle des Wicket-Keepers im Test-Team an Jonny Bairstow. Bei der Tour konnte er dann in den ODIs ein Century über 116* Runs aus 52 Runs erreichen und er wurde als Spieler des Spiels und er Serie ausgezeichnet. Im Februar 2016 gelang ihm ein weiteres ODI-Century über 105 Runs aus 76 Runs bei der Tour in Südafrika, wo er in den Twenty20s auch ein Fifty über 54 Runs erreichte. Es folgte der ICC World Twenty20 2016, bei dem er in der Super-10-Runde gegen Sri Lanka 66* Runs erreichte und als Spieler des Spiels ausgezeichnet wurde. So hatte er einen wichtigen Anteil am Finaleinzug seines Teams.

### Verlust und Wiedergewinn des Stammplatzes im Test-Team
Der Sommer 2016 begann mit einer Tour gegen Sri Lanka, wobei sie drei Half-Centuries, im ersten ODI  über 93 Runs, im fünften ODI über 70 Runs und im Twenty20 über 73* Runs erreichte. Nachdem sie die Saison mit 90* Runs gegen Pakistan beendet hatte, begann sie die Folgende mit zwei Fifties (63 und 57 Runs) in Bangladesch. In Indien spielte er dann auch wieder eine Test-Serie, wenn auch nicht als Wicket-Keeper, und erreichte dabei ein Fifty über 76 Runs. Abseits konzentrierte er sich zu dieser Zeit auf die nationalen Twenty20-Ligen, wie die Comilla Victorians in der Bangladesh Premier League und den Sydney Thunder in der Big Bash League, wodurch er aus dem Test-Team fiel. Im Sommer 2017 erreichte er zunächst ein Fifty über 65* Runs gegen Südafrika, bevor er bei der ICC Champions Trophy 2017 ein weiteres über 61* Runs gegen Neuseeland. Im Januar 2018 reiste er mit dem Team nach Australien und konnte dort ein Century im dritten ODI über 100* Runs aus 83 Bällen erzielen und wurde dafür als Spieler des Spiels ausgezeichnet. Die Saison beendete er in Neuseeland mit einem Half-Century über 79 Runs.
Nach guten Leistungen in der Indian Premier League 2018 für die Rajasthan Royals war er ab der Saison 2018 wieder im Test-Team und konnte dabei gegen Pakistan zwei Half-Century (67 und 80* Runs). Dies wurde gefolgt mit einer Tour gegen Australien, bei der er neben ein em Century über 110* Runs aus 122 Bällen zwei Fifties (54* und 91*) in der ODI-Serie erzielte und so als der Spieler der Serie ausgezeichnet wurde. Auch im Twenty20 der Tour konnte er ein Fifty (61 Runs) erzielen, ebenso wie in der folgenden gegen Indien (69 Runs). Nachdem er ein weiteres Fifty in der ODI-Serie erreichte (53 Runs), gelang ihm in der test-Serie sein erstes Century, als er im zweiten Test 106 Runs aus 176 Bällen erzielte. Die Serie schloss er dann mit zwei weiteren Half-Centuries ab (69 und 89 Runs). Die Saison 2018/19 begann er mit zwei Test-Half-Centuries in Sri Lanka (63 und 64 Runs). Im Februar 2019 reiste er dann mit dem Team in die West Indies, wobei ihm beim vierten ODI ein Century über 150 Runs aus 77 Bällen gelang und er als Spieler des Spiels ausgezeichnet wurde. Im letzten Test der Serie konnte e zwei weitere Half-Centuries hinzufügen.

### Gewinn des World Cups
Der Sommer 2019 begann mit einem Century über 110* Runs aus 55 Bällen in der ODI-Serie gegen Pakistan. Beim folgenden Cricket World Cup 2019 gelang ihm abermals gegen Pakistan ein Century über 103 Runs aus 76 Bällen. Im folgenden Spiel gegen Bangladesch folgte ein Half-Century über 64 Runs. Auch in weiteren Spielen konnte er immer wieder wichtige Runs erzielen und hatte so einen wichtigen Anteil am Finaleinzug Englands. Dort gelangen ihm ein Fifty mit 59 Runs und unter anderem sechs Boundaries, die letztendlich einen wichtigen Anteil am Titelgewinn hatten. Das Turnier wurde gefolgt von der Ashes Tour 2019, bei dem er im entscheidenden fünften Test ein Half-Century (70 Runs) zum erreichen des Unentschiedens der Serie beitragen konnte.
Im Februar 2020 erreichte er in Südafrika ein Fifty über 57 Runs im Twenty20. Im Sommer 2020 konnte er in der Test-Serie gegen die West Indies ein Half-Century üpber 67 Runs erzielen. In der folgenden Test-Serie gegen Pakistan konnte er dann im ersten Spiel 75 Runs und im dritten ein Century über 152 Runs aus 311 Bällen erreichen. Dafür wurde er als Spieler der Serie ausgezeichnet. In den Twenty20s gegen Australien gelangen ihm dann 77* Runs und zum Ende des Jahres in Südafrika 67*. Bei der darauf folgenden Tour in Sri Lanka folgte ein weiteres Half-Century in den Tests. Die Saison beendete er mit zwei Half-Centuries in der Twenty20-Serie in Indien (83* und 52 Runs). Zwei weitere Fifties folgten im Twenty20-Cricket im Sommer 2021 gegen Sri Lanka (68* Runs) und Pakistan (59* Runs). Beim ICC Men’s T20 World Cup 2021 in den Vereinigten Arabischen Emiraten erzielte er ein Fifty über 71* Runs gegen Australien und ein Century über 101* Runs aus 67 Bällen gegen Sri Lanka.

### Ernennung zum Kapitän in den kurzen Formaten
Im Saison 2022 erzielte er bei der Tour in den Niederlanden ein Century über 162* Runs aus 70 Bällen und legte so den Grundstein für die höchste Run-Zahl im ODI-Cricket für das Team. Nachdem er ein weiteres Fifty über 86 Runs im dritten ODI erreicht hatte, wurde er als Spieler der Serie ausgezeichnet. Nach der Tour erklärte der bisherige Kapitän für ODI- und Twenty20-Cricket der englischen Mannschaft, Eoin Morgan, seinen Rücktritt und Buttler übernahm seine Rolle. Bei seiner ersten Tour in dieser Rolle gegen Indien erzielte er zwar ein Fifty im dritten Twenty20 (60 Runs), unterlag jedoch in beiden Serien.

## Privates
Im Oktober 2017 heiratete Buttler seine Lebensgefährtin.